# Színindex
A színindex a csillagászatban egy egyszerűsített módszer a csillagok színszűrők alkalmazásával történő osztályozására, a színképeik legjellemzőbb vonásainak feltárásával. 
Egy csillag egy adott osztályba az általa kibocsátott fény színképének vizsgálata alapján sorolható, s így összehasonlítás révén megállapítható a színképosztálya, vagy meghatározható a spektrál- ill. színindexe, esetleg a színképsorozatban elfoglalt helye. Az egyes csillagoknak a Hertzsprung–Russell-diagramban történő elhelyezése is részben színképosztályozással történik.
Egy csillagszínkép fő jellemzői felkutatásának egyik egyszerű módszere a látható, vagy az ahhoz közeli spektrumokban észlelt sávok rögzítése. Széles körben elterjedt módszer a látszólagos fényesség meghatározása az U, B, V tartományokban; az U egy szűrőn át csak az ultraibolyát és az ibolyát engedi át, a B a kéket, a V pedig a zöld és sárga színeket. A szín-indexek U-B és B-V negatívok is lehetnek. Egy hideg vörös csillagnak szinte nincs is U-fényessége; egy forró kék csillagnak sokkal nagyobb az U-fényessége, mint a V.
Alapvetően ez egy egyszerű és átfogó módszer egy adott égitest feketetest-sugárzási görbéjének meghatározására, amelyből a hőmérséklete és számos más jellemzője kiszámítható.